# 10561 Shimizumasahiro
10561 Shimizumasahiro (1993 TE2) là một tiểu hành tinh vành đai chính được phát hiện ngày 15 tháng 10 năm 1993, bởi K. Endate và K. Watanabe ở Kitami.